# التجمع الدولي للبحوث العلمية
تعريف
بدأ تأسيس ما يسمى بالتجمع أو «المجمع الدولي للبحوث العلمية» كمؤسسة ومبادرة علمية ثقافية قام بإنشائها عدد من مبدعي البحث العلمي ورواد الفكر في التاريخ والأدب والصحافة في أوكرانيا والولايات المتحدة الأمريكية ومصر وتركيا كظاهرة إعلامية إلكترونية عام 1998م، ثم تحولت إلى مؤسسة ذات جذور ترعاها منظمة الأمم المتحدة عبر اليونسكو، وافتتحت لها عدة مجمعات ومؤسسات تعليمية ومراكز بحوث علمية في عدة عواصمٍ ومدن في العالم، وأصبحَ مقرها الرئيسي في «إسطنبول».

## أهداف المؤسسة
- إنتاج أبحاث علمية ذات كفاءة أكاديمية كبيرة.
- دعم المبادرات العلمية في المجالين النظري والتكنولوجي مع تكريم المتفوقين.
- تحريك المؤسسات والمنظمات الحكومية في كافة دول العالم في سبيل إقرار أنظمة تخدم البحث العلمي والعاملين في القطاع البحثي بكافة الميادين العلمية المختلفة.
- يمنح التجمع شهادات علمية تقديرية بناء على الإبداع العلمي والتفوق الأكاديمي العملي وتصادق على شهاداته عدد لا بأس به من جامعات أمريكا وكندا ودول أخرى في العالم.
- يستخدم المجمع خاصية التعليم عن بعد باللغات الإنكليزية والعربية والتركية، وافتتحت مؤخراً عدة اختصاصات منها الإعلام والصحافة الإلكترونية واللغات العربية والإنكليزية والفرنسية والتركية وكذلك اختصاص الكيمياء والعلوم التطبيقية والتاريخ والهندسة الزراعية.

## دعم الدول النامية علمياً
- يضع الدول النامية في صلب اهتماماته، فيقر مبادرات من شأنها تطوير الواقع العلمي في الدول الفقيرة أو دول العالم الثالث.
- يؤمن التجمع الدعم التقني لأصحاب المواهب البحثية في الميادين العلمية المختلفة.
- يحاول القائمون على التجمع دمج التكنولوجيا في أدات البحث العلمي التاريخي وترتيب المكتبات.

قاد المجمع عدة حملات إنمائية مثل:
أنا إنسان..
كلنا للحياة..
الأرض والماء والعلم للجميع..

## تنظيم مؤتمرات علمية دولية كبرى
- تنظيم مؤتمرات كبرى واستضافة رؤساء الجامعات لدعم العمل الأكاديمي وزيادة الاندماج والتواصل بين المؤسسات العلمية في العالم.
وقد كان آخر مؤتمر أقيم في مدينة إسطنبول التركية عام 2012م.